# Німецька окупація Франції (Перша світова війна)

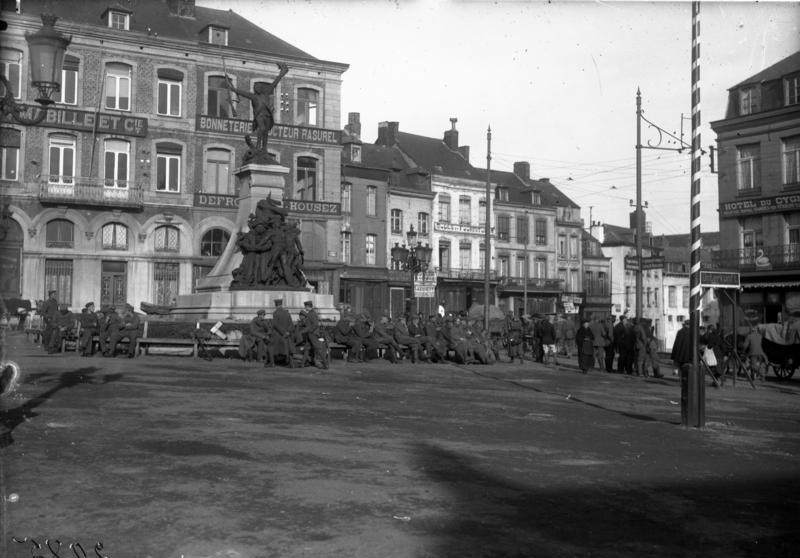
Німецькі вояки відпочивають в окупованому місті Отмон.

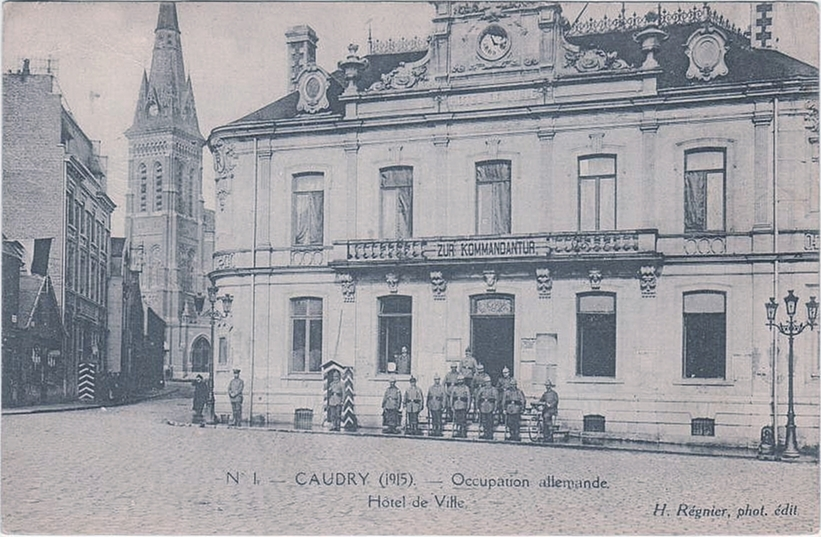
Ратуша (Hôtel-de-ville) Кодрі в часи німецької окупації протягом Першої світової війни.

Німецька окупація північно-східної Франції — назва на позначення часового проміжку в Першій світовій війні, коли територія Франції, здебільшого вздовж бельгійського та люксембурзького кордону, перебувала під військовою окупацією Німецької імперії. Це спричинило різні страждання населення, такі як недоїдання, примусова праця, реквізиції майна, послуг і товарів.

## Передісторія

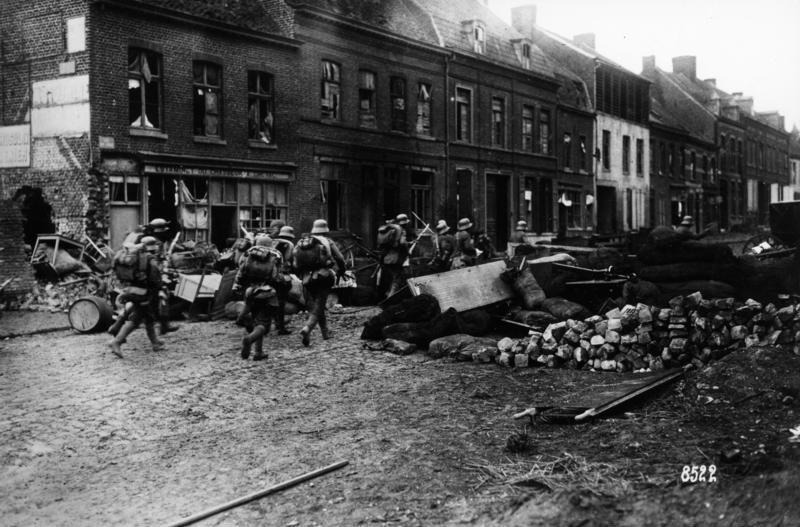
Німецькі військовики в штальгельмах під час Першої світової війни просуваються французьким містом (~1916-18).

Завдяки швидкості німецького вторгнення в Бельгію 1914 року бої докотилися до французької землі вже на початку війни. Попри те, що просування німців було зупинено у першій битві на Марні у вересні 1914 року, вони заволоділи частиною французької території, яка протягом більшої частини решти війни залишалася під німецькою окупацією після стабілізації Західного фронту.

## Окупована територія

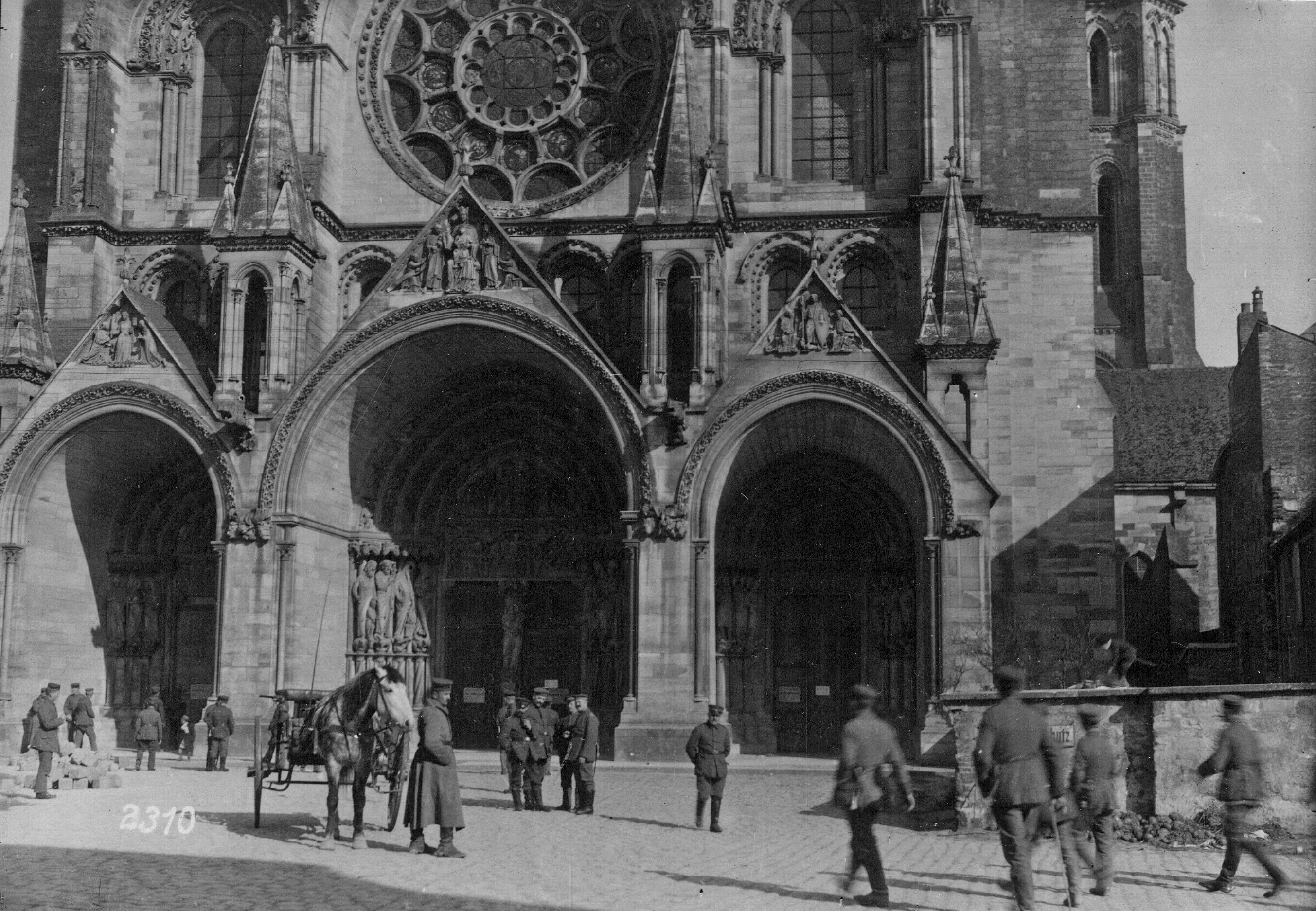
Сценка перед собором Лана, березень 1917 р.

Територія, окупована Німеччиною наприкінці 1914 року, включала частково або повністю 10 департаментів, у тому числі 70 % департаменту Нор, 25 % Па-де-Кале, 16 % Сомма, 55 % Ена, 12 % Марна, 30 % Мез, 25 % Мерт і Мозель, 4,8 % Вогез, 100 % Арденн, що загалом становило 3,7 % площі та 8,2 % населення самої Франції (близько 2 млн жителів). До цієї території не включено нинішні департаменти Нижній Рейн, Верхній Рейн і Мозель, які з 1871 року і до їх повернення Франції наприкінці війни в листопаді 1918 року входили до Німецької імперії.
Також була окупована переважна більшість території сусідньої Бельгії, за винятком західної частини приморської Фландрії, навколо Іпра. Однак франко-бельгійський кордон зберігався, а пункти перетину контролювалися. 1917 року було тимчасово визволено частину Пікардії, але прикордонна територія 4 роки залишалася під німецьким пануванням: Лілль протягом 1465 днів, Лан — 1502 днів, а Рубе з 14 жовтня 1914 року по 17 жовтня 1918 року.
Окупована зона залишалася під військовою адміністрацією, але деяким територіям було присвоєно особливий статус. Північну частину долини річки Маас (включаючи Жіве і Фюме) приєднали до Генерального губернаторства Бельгія; округ Бріє до грудня 1916 року перебував під німецькою цивільною владою, а потім під управлінням військового губернатора Меца. Населення цих земель за той період значно скоротилося як через істотну перевагу смертності над народжуваністю, так і через депортації до неокупованої Франції. Так, департамент Арденни, який до війни налічував 319 тис. жителів, на момент визволення нарахував лише 175 тис., населення Лілля впало з 217 000 жителів на початку 1914 р. до 112 000 у жовтні 1918 р., міста Рубе — зі 122 723 до 77 824, а Туркуена — з 82 644 до 58 674. Деякі населені пункти поблизу фронту та деякі міста в Арденнах покинула більшість їх населення. Наприкінці війни Ретель мав лише 1600 жителів порівняно з 5187 у 1911 році.
По всій окупованій території статистика Продовольчого комітету Півночі Франції засвідчила 1915 року 2 235 467 жителів, але на 30 червня 1918 р. обліковано лише 1 663 340; спад за весь період, починаючи з осені 1914 р., безсумнівно, був значно вищим.
Більшість населення становили жінки, діти та літні люди, тоді як більшість чоловіків було мобілізовано.

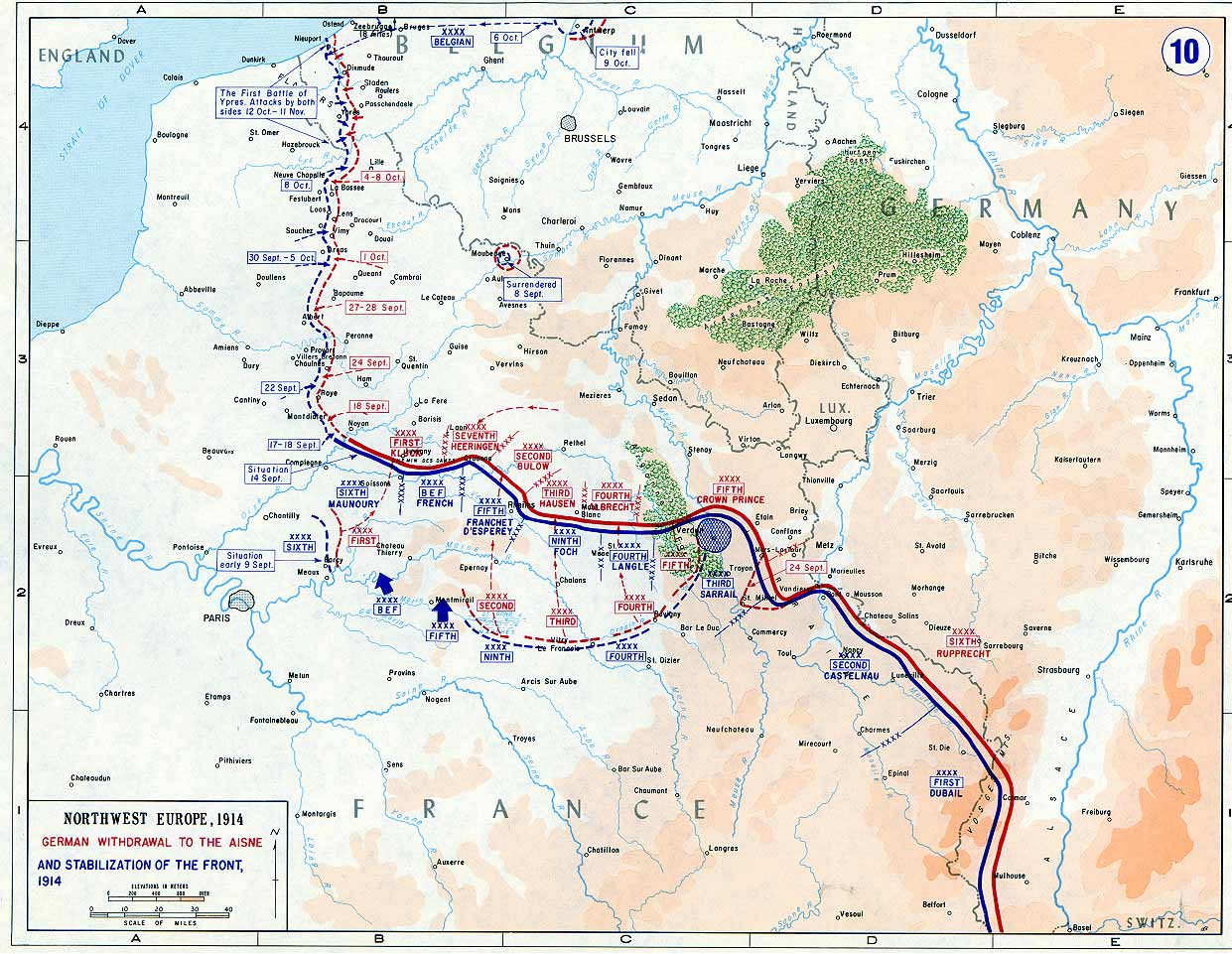
Фронт у 1914 році. Натисніть, щоб побачити збільшену версію.

## Колабораціонізм

Карта спустошення північно-східної Франції. Червоним позначено повністю знищені зони, жовтим — значні пошкодження.

Активного співробітництва було менше, ніж в окупованій Франції під час Другої світової війни. Співпраці з міркувань інтелектуальної чи ідеологічної підтримки, практично не було, за винятком кореспондентів пропагандистського періодичного видання La Gazette des Ardennes. Більш поширеним був економічний колабораціонізм: добровільна чи промислова праця за прийнятими замовленнями для армії, мери, які передали воякам їжу, призначену для цивільного населення тощо. Співпраця також мала вигляд доносів: чи то на переховуваних французьких солдатів, чи то про схованки зброї, їжі чи предметів, виведених з-під реквізицій. Більшість цих дій спричинено звичайними заздрощами. Німецька поліція Geheime Feldpolizei використовувала французьких донощиків.

### Хатні робітниці
Взаємини між окупантами та окупантами не були завжди однозначно ворожими. Співжиття в реквізованих житлах із солдатами, часто через почуття або навіть із розрахунку породжувало як союзи на основі дружби, так і романтичні стосунки, іноді з міркувань доступу до постачань, але також і на основі кохання. Хоча оцінити їх неможливо, схоже на те, що незаконнонароджених унаслідок цих союзів було досить багато. Деякі шлюби між вояками та француженками були оформлені органами влади. Частина окупованого населення загалом клеймувала таких жінок, називаючи «жінками бош», яких після визволення часто чекав громадський осуд.

## Наслідки

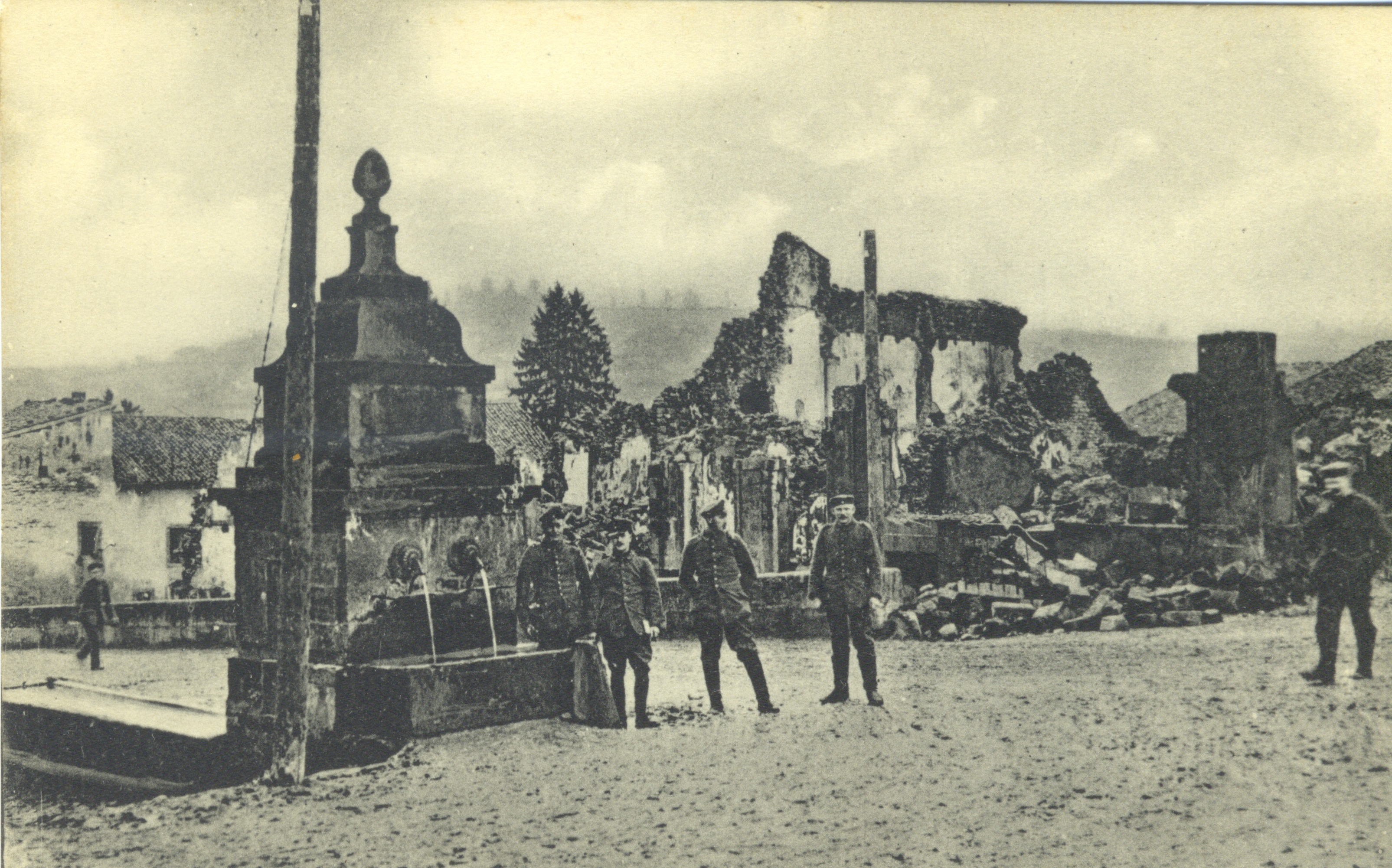
Вигляд Марвіля з поштової картки показує розруху, принесену бойовими діями Першої світової війни.

За переписами 1923 року Міністерства визволених регіонів, із усіх муніципалітетів на постраждалих територіях (включаючи, крім окупованих, райони фронту), 620 було знищено повністю, 1334 знищено більш ніж на 50 %, 2349 пошкоджено частково і 423 залишилися цілими; 293 043 будівлі були повністю зруйновані, а 148 948 — сильно пошкоджені.
За словами економіста Альфреда Сові, вартість втраченого майна та його відновлення оцінювалася в 34 мільярди золотих франків. Частину обладнання, вивезеного в Німеччину, було відшкодовано, і на початку 1920-х років промисловість досить швидко відновилася, але її повільніший етап відбудови тривав до середини 1930-х років.
Уряд Німеччини відмовився видавати винних у виявленій жорстокості, а відкриті судові процеси не мали успіху. Ця безкарність сприяла почуттю несправедливості серед мешканців.
Пам'ять про Першу світову війну спонукала в червні 1940 р. більшість населення північних областей втекти на південь. Під час окупації 1940-44 рр. спротив посилився, колаборація була значно слабшою, ніж у решті Франції, а уряд Віші став там з листопада 1940 року дуже непопулярним.

## Додаткова література
- McPhail, Helen (2001). The Long Silence: The Tragedy of Occupied France in World War I (вид. 2nd). London: I.B. Tauris. ISBN 978-1784530532.
- Connolly, James (2014). Fresh Eyes, Dead Topic? Writing the History of the Occupation of Northern France in the First World War. У Broch, Ludivine; Carrol, Alison (ред.). France in an Era of Global War, 1914-1945: Occupation, Politics, Empire and Entanglements. London: Palgrave Macmillan. ISBN 9781137443489.
- Connolly, James (2014). Mauvaise Conduite: Complicity and Respectability in the Occupied Nord, 1914-1918. У De Schaepdrijver, Sophie (ред.). Military Occupations in First World War Europe. London: Routledge. ISBN 978-1138822368.